# فتح (سازمان)
فَتْح که پیش‌تر جنبش آزادی‌بخش میهنی فلسطین (به عربی: حرکة التحریر الوطنی الفلسطینی) نام داشت، مهم‌ترین سازمان سیاسی و نظامی فلسطینی است که در سال ۱۹۵۹ توسط یاسر عرفات و خلیل الوزیر با هدف آزادی فلسطین از سیطره اسرائیل از طریق مبارزات چریکی بنیان‌گذاری شد.
فتح مهم‌ترین و بزرگ‌ترین گروه در کنفدراسیون احزاب فلسطینی موسوم به سازمان آزادی‌بخش فلسطین (ساف) است؛ و رویکردی ناسیونالیستی و تاحدی سوسیالیستی دارد. فتح برخلاف سازمان اسلام‌گرای حماس از سوی هیچ دولتی به عنوان گروه تروریستی شناخته نمی‌شود و خواهان نابودی کشور اسرائیل نیست.
پس از مرگ عرفات در سال ۲۰۰۴، فاروق قدومی جانشین او در سمت رهبری این سازمان شد و محمود عباس عضو ارشد این سازمان نیز به ریاست‌جمهوری دولت فلسطین رسید. انتخابات ژانویه سال ۲۰۰۶ مجلس قانون‌گذاری فلسطین، برای اولین بار اکثریت کرسی‌های این مجلس را از دست فتح خارج کرد و حماس را حزب حاکم پارلمان و تشکیل دهنده کابینه ساخت.

## نام
«فتح» علاوه بر معنای پیروزی، سرواژه معکوس حَرکة التَحریر الفلسطینی نیز هست. به همین جهت با الفبای لاتین به شکل Fatah نوشته می‌شود. سرواژه عادی نام سازمان حتف نیز به معنای «مرگ ناگهانی» است. همچنین کاربرد کلمه فتح به‌طور مفرد معمولاً در اشاره به عصر فتوحات مسلمانان در سده‌های اولیه تاریخ اسلام است که مفهومی مثبت در میان مسلمانان دارد.

## ایدئولوژی

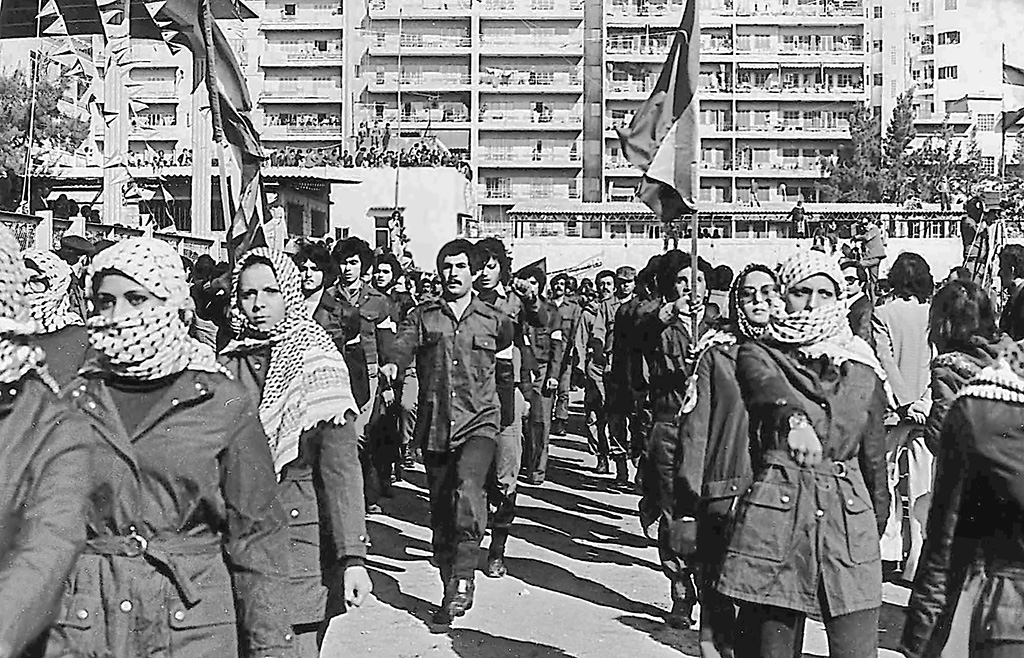
نظامیان فتح در یک راهپیمایی در بیروت، ۱ ژانویه ۱۹۷۹

ایده بنیادین جنبش فتح که فلسطینیان بایستی خودشان امر آزادسازی سرزمین‌های فلسطینی‌نشین را به دست گیرند، به میانه دهه ۱۹۵۰ بازمی‌گردد. این تفکر نخست در میان مهاجران فلسطینی ساکن کشورهای منطقه خلیج فارس، آوارگان فلسطینی مقیم نوار غزه و دانشجویان فلسطینی در قاهره و بیروت شکل گرفت. بنیان‌گذاران و شکل‌دهندگان اولیه سازمان یاسر عرفات رئیس «اتحادیه فراگیر دانشجویان فلسطینی» در دانشگاه قاهره (از ۱۹۵۲ تا ۱۹۵۶)، خالد یشروطی رئیس شعبه همین اتحادیه در بیروت (از ۱۹۵۸ تا ۱۹۶۲)، صلاح خلف و خلیل الوزیر بودند.
ایدئولوژی این سازمان مبنی بر آزادسازی فلسطین توسط مردم فلسطینی در مقابل تبلیغات ناسیونالیسم عربی آن هنگام به رهبری جمال عبدالناصر قرار داشت که بر اتحاد جهان عرب برای نیل به این هدف تأکید می‌کرد. از سوی دیگر دیدگاه‌های سکولار و تاحدی سوسیالیستی فتح نیز در تقابل با تفکر جنبش اخوان المسلمین قرار می‌گرفت که با طرح بحث خلافت و مفهوم جهاد در اسلام به مسئله فلسطین می‌نگریست. این اختلاف دیدگاه از سال ۱۹۶۰ رقابت فتح و جنبش اخوان‌المسلمین اردن (کرانه باختری رود اردن نیز در آن زمان در تصرف اردن بود) را در پی داشت که هر یک برای جذب جوانان فلسطینی به سوی سازمان خود می‌کوشیدند.

## سال‌های اولیه و نبرد کرامه

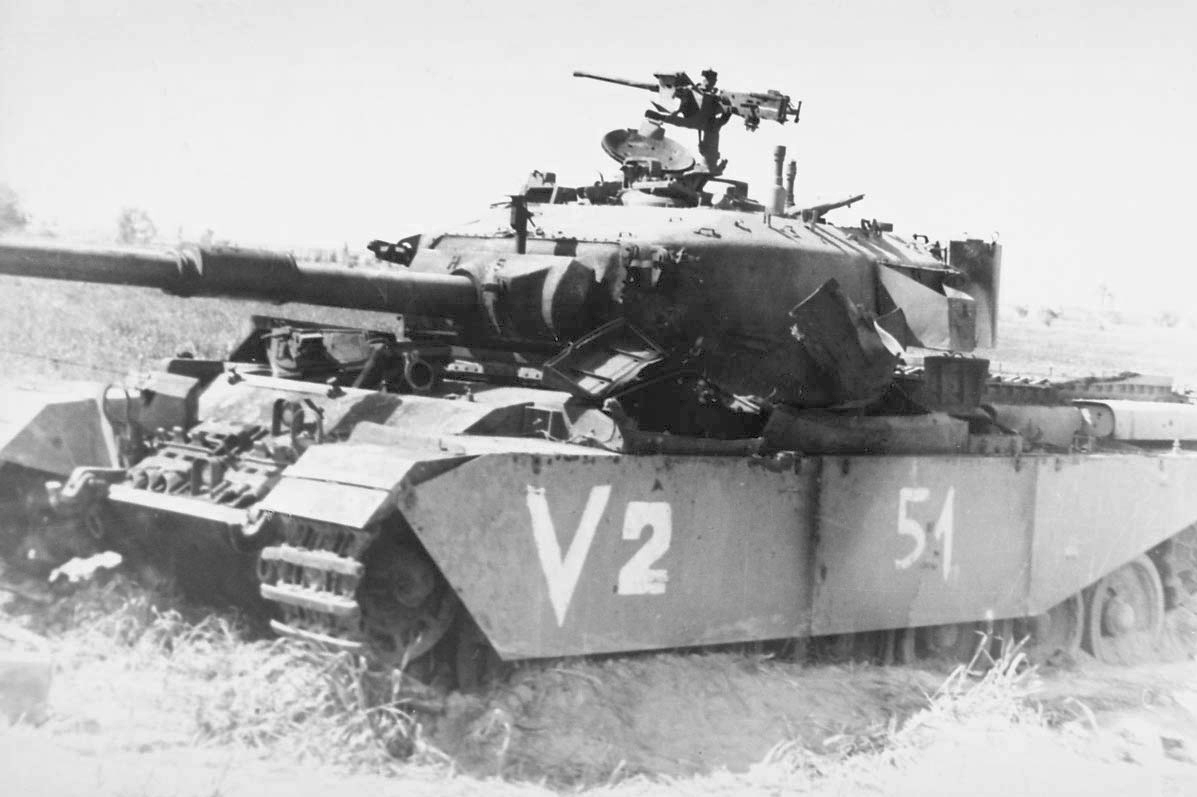
تانک سنچوریون اسرائیلی پس از نبرد کرامه

عرفات و یارانش فتح را در قاهره شکل داده و در کویت ادامه دادند. آن‌ها در سال ۱۹۶۳ یک ساختار تکاوری منظم را در کرانه باختری رود اردن ایجاد کردند و در دسامبر ۱۹۶۴ نخستین عملیات نظامی خود را با انفجار یک کارخانه تصفیه آب در اسرائیل به انجام رساندند.
چریک‌های فتح مهم‌ترین هدف نیروهای اسرائیلی در تهاجم ۲۱ مارس ۱۹۶۸ به روستای کرامه در اردن، معروف به نبرد کرامه، بودند. در این نبرد حدود ۳۰ سرباز اسرائیلی، ۱۰۰ تا ۲۰۰ چریک عضو سازمان آزادی‌بخش فلسطین و ۴۰ تا ۸۴ سرباز اردنی کشته شدند و درگیری با عقب‌نشینی سریع نیروهای اسرائیلی خاتمه یافت. به همین دلیل از این نبرد در جهان عرب به عنوان یک پیروزی درخشان یاد می‌شود که پس از شکست سنگین اعراب در جنگ شش روزه ارزشی مضاعف می‌یافت. با وجود تلفات بیشتر اعراب، سازمان آزادی‌بخش فلسطین که جنبش فتح بزرگ‌ترین و مهم‌ترین گروه عضو آن بود خود را فاتح نبرد کرامه می‌دانست، چرا که قوای اسرائیل به سرعت از منطقه عقب‌نشینی کردند. رویارویی نظامی فتح با نیروهای دفاعی اسرائیل آن‌هم پس از شکست خفت‌بار یک سال پیش ارتش‌های عرب در جنگ ۶ روزه قدرت فتح را هم از نظر سیاسی و از نظر روانی افزایش داد.
به این ترتیب نبرد کرامه تبدیل به یک پیروزی اسطوره‌ای برای فلسطینیان شد که ادعاهای ملی آنان را به تثبیت می‌کرد. این نبرد برخلاف انتظار اسرائیل نه تنها فتح را تضعیف نکرد، بلکه قدرت مضاعفی به آن بخشید و توجه بین‌المللی را به مسئله فلسطین برانگیخت. به ادعای مقامات فتح فقط در ۴۸ ساعت اول پس از پایان جنگ ۵ هزار فلسطینی تقاضای عضویت در این سازمان را دادند.

## سپتامبر سیاه
نبرد کرامه در ابتدا موجب اتحاد پادشاهی هاشمی اردن و فلسطینیان شد اما خیلی زود با قدرت گرفتن چریک‌های فلسطینی در این سرزمین به درگیری خونین دولت اردن و فتح در سپتامبر ۱۹۷۰ انجامید.
نبرد سپتامبر ۱۹۷۰ از سرفصل‌های مهم در تاریخ حیات این جنبش است. فتح پس از موفقیت جنگ کرامه قدرت بسیاری یافته‌بود و نظامیان پرشمار گروه‌های مقاومت فلسطینی مناطق حساس کشور را به کنترل خود درآورده بودند، آشکارا پلیس را تحقیر می‌کردند، خیابان‌ها را می‌بستند، از مردم باج می‌گرفتند و به زنان تعرض می‌کردند؛ و یاسر عرفات نیز شکایت از این رفتارها را یا رد می‌کرد یا اعضای خاطی را می‌بخشید. این وضعیت که به پیدایش یک «دولت در دولت» انجامیده بود، نهایتاً به واکنش شدید دولت اردن انجامید.
دولت اردن در ۲۴ سپتامبر نیروهای خود را در مواضع حساس کشور مستقر کرد، پست‌های کلیدی را به تصرف خود دراورد و فردای آن روز به فرمان ملک حسین حکومت نظامی برقرار شد. جنگ چریک‌های فلسطینی و نظامیان اردنی پس از ۲ روز با توافق ملک حسین و عرفات بر سر آتش‌بس پایان یافت. تا ژوئیه ۱۹۷۱ که پادشاه اردن دستور اخراج تمام اعضای فتح و سازمان آزادی‌بخش فلسطین از کشور اردن صادر کرد و ارتش اردن آن‌ها را به زور به داخل خاک سوریه روانه ساخت، تلفات و خسارات عظیمی بر فلسطینیان وارد آمد. فقط حدود ۳۵۰۰ فلسطینی که بسیاری غیرنظامی بودند، کشته شدند و این واقعه در بین آنان به سپتامبر سیاه معروف شد.
در همین دوران (نوامبر ۱۹۷۱) بود که یک گروه نظامی افراطی به نام «سازمان سپتامبر سیاه» در فتح ایجاد شد. این گروه مدتی بعد با کشتن ۱۱ ورزش‌کار اسرائیلی در المپیک مونیخ توجه جهانیان را به خود برانگیخت.
سوریه با وارد شدن فلسطینی‌ها به خاک خود آن‌ها را به لبنان فرستاد و اعضای فتح در جنوب لبنان مستقر و ساختار خود را دوباره شکل دادند.

## حضور در لبنان
در پی حادثه سپتامبر سیاه در اردن و کشتار فلسطینی‌ها در آن کشور، جمعیت قابل ملاحظه‌ای از مردم
فلسطین به لبنان پناهنده شدند. با این مهاجرت، دولت لبنان از کنترل فلسطینی‌های مهاجر عاجز ماند. فتح به سرعت در خاک این کشور موقعیت خود را در میان گروه‌های سیاسی پیدا و عملاً بر قسمت‌هایی از خاک لبنان سلطه سیاسی، نظامی و امنیتی پیدا کرد. به‌طوری که این بخش‌ها که عمدتاً در
جنوب لبنان بودند، در عمل از حاکمیت دولت مارونی خارج گردید و در اختیار فتح قرار گرفت.
از طرفی اسرائیل به منظور سرکوب فلسطینی‌ها به کشتار مردم و تخریب اماکن مسکونی در جنوب لبنان می‌پرداخت. حضور هفتصدهزار فلسطینی در خاک لبنان امنیت این کشور را تحت‌الشعاع قرار داده بود.
مسلمانان و برخی از کشورهای عربی به‌عنوان حامیان مردم فلسطین با ارسال کمک‌های مالی به دولت لبنان اجازه نمی‌دادند با فتح برخوردی صورت گیرد.
پییِر جمیل رهبر فالانژها نظر خود و حزبش را در این مورد چنین بیان داشت: «فلسطینی‌ها و سوری‌ها مشکلاتی برای مسیحیان لبنان فراهم کرده‌اند، این مسیحیان هستند که به لبنان چهره خاصی می‌دهند که در دیگر کشورهای خاورمیانه یافت نمی‌شود. شمارش معکوس برای آزادی کشور شروع شده و به پایان اشغال توسط بیگانگان چند صباحی باقی نمانده است. حضور فتح در لبنان سبب شده است که این کشور حاکمیت خود را از دست بدهد».
پس جنگ داخلی لبنان شروع شد. اما بعد از ناکامی حزب مسیحی کتائب لبنان در سرکوبیِ فتح که با همکاری اَمل صورت گرفته بود، فلسطینیها مقاومت سرسختانه‌ای در مقابل فالانژها (حزب کتائب) انجام دادند، نهایتاً اسرائیل خواستار حضور مستقیم در لبنان جهت نابودی فتح شد.
در بین آموزش دیدگان فتح، نیروهای ایرانی معارض رژیم پهلوی هم حضور داشتند که از اروپا و با اخذ
پاسپورت لبنانی به این کشور وارد شده و در اردوگاه‌های فتح و تعدادی هم در اَمل آموزش می‌دیدند.